# Бінарні сполуки

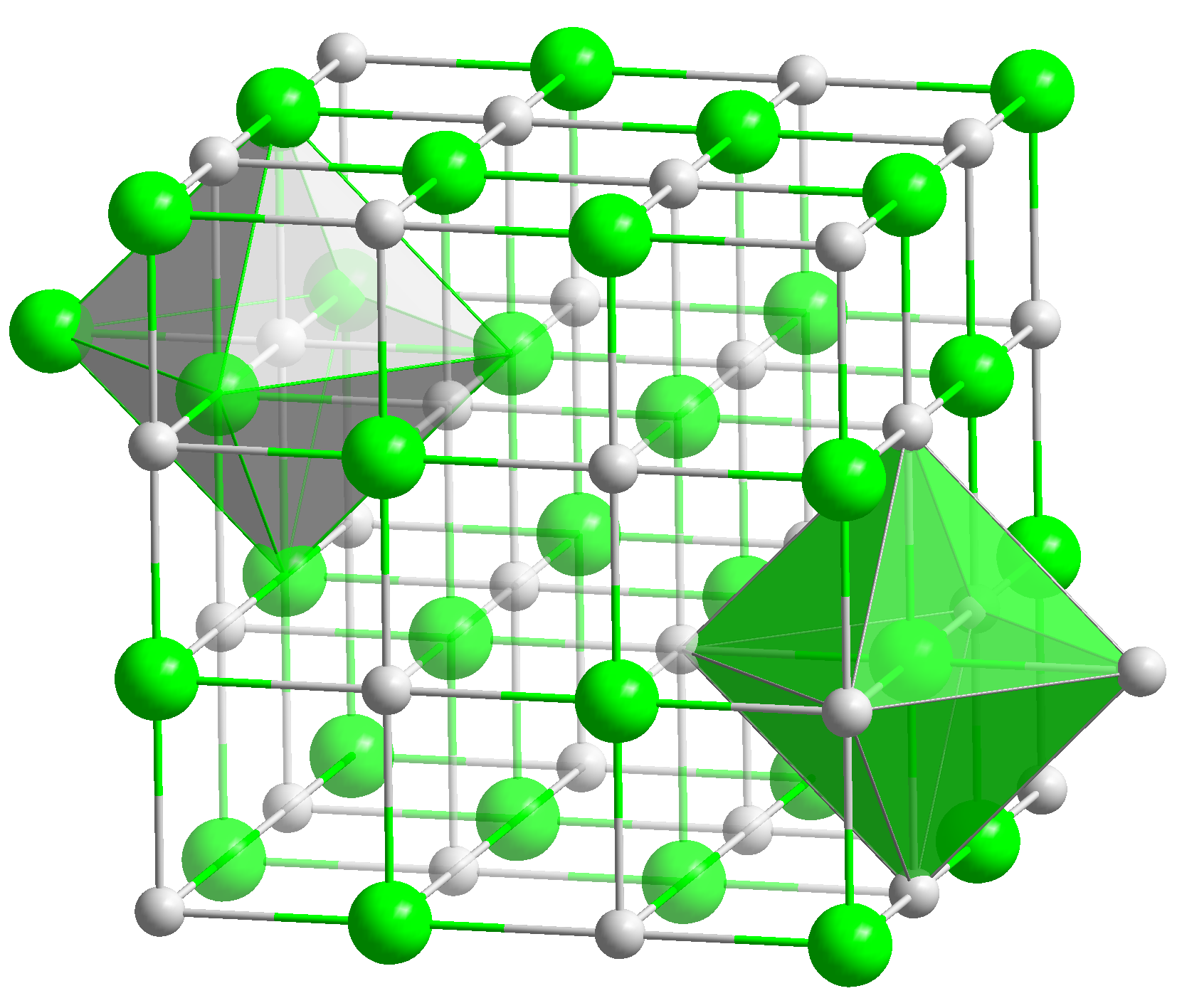
Хлорид натрію — поширена бінарна сполука. Вона містить атоми двох хімічних елементів: Na і Cl

Біна́рні сполу́ки (англ. binary compounds) — хімічні сполуки, які складаються з атомів двох різних елементів.
Приклади: звичайні оксиди (Al2O3) й гідриди (HCl), галогеніди (NaCl, SbHal3 i SbHal5, AsF3, AsCl3, SxCl2), H2S тощо.
Не є бінарним, приміром, NaClO, це вже тернарна сполука (менш поширений термін).